# Titina Medeiros
Titina Medeiros, nome artístico de Izabel Cristina de Medeiros (Currais Novos, 1 de setembro de 1977) é uma atriz brasileira de teatro e televisão.

## Biografia
Natural de Currais Novos, no estado do Rio Grande do Norte, mudou-se cedo para Acari e iniciou os estudos cênicos aos 19 anos de idade. Sua estreia no teatro foi como uma fada em A Bela Adormecida, em 1992 dirigada por Jesiel Figueiredo. Entre 1996 e 98 fez parte do Grupo Tambor de Teatro, de João Marcelino, com quem encenou O Príncipe do Barro Branco. Em 2012, completou 16 anos de carreira artística em grande parte desta período, com peças teatrais na companhia Clowns de Shakespeare, onde representou incontáveis personagens, como a premiada peça Sua Incelência, Ricardo III, em que faz o papel de rainha Elizabeth, além de Dos Prazeres e dos Pedaços, Muito Barulho Por Quase Nada, Roda Chico, entre outros. Em 2003, participou do quadro Brasil Total do Fantástico. Em 2007, criou ao lado de Quitéria Kelly, O Grupo Carmin, que resultou na montagem da peça Pobres de Marré.
Em 2012, é convidada pelos novos autores Filipe Miguez e Izabel de Oliveira para entrar no elenco da nova novela do horário das 19 horas, em Cheias de Charme. A atriz aceitou o convite e interpreta sua primeira vilã em sua carreira na Rede Globo, sendo ela a destrambelhada Socorro, assistente de Chayenne (Cláudia Abreu). Mesmo assim, segundo a atriz, a Socorro não é a grande vilã da trama, é apenas uma vilã com um tom cômico. Em 2013, a atriz é escalada para entrar no elenco de Saramandaia.  Porém, a atriz recusa o papel para se dedicar ao teatro. Desde 2013, está no festival de teatro O Mundo Inteiro É um Palco, evento dos Clowns de Shakespeare. Em 2014, volta a fazer parceria com os autores Filipe Miguez e Izabel de Oliveira e voltando para o horário das 19 horas, em Geração Brasil, interpretando a depiladora cômica Marisa. Em 2016, estreia em horário nobre, na pele da apaixonada Ruty Raquel em A Lei do Amor, fazendo par romântico com Antonio, personagem de Pierre Baitelli. Em 2018, atua no espetáculo de sua idealização, Meu Seridó e integra o elenco da supersérie Onde Nascem os Fortes, como a presidiária Bethânia, que partilha um segredo de Cássia, papel de Patrícia Pillar.

## Filmografia

### Televisão
| Ano       | Título                | Emissora     | Personagem                                            | Nota                                        |
| --------- | --------------------- | ------------ | ----------------------------------------------------- | ------------------------------------------- |
| 2003      | Fantástico            | TV Globo     | Repórter especial                                     | Quadro: Brasil Total Episódio: "Chouriçada" |
| 2012      | Cheias de Charme      | TV Globo     | Maria do Perpétuo Socorro Cordeiro de Jesus (Socorro) |                                             |
| 2014      | Geração Brasil        | TV Globo     | Marisa Pinto Marra                                    |                                             |
| 2016      | A Lei do Amor         | TV Globo     | Ruty Raquel Chaves da Rocha                           |                                             |
| 2018      | Onde Nascem os Fortes | TV Globo     | Bethânia                                              | Episódios: "4 de junho–16 de julho"         |
| 2019–2021 | Os Roni               | Multishow    | Conceição de Alencastro (Çãozinha)                    |                                             |
| 2021      | Chão de Estrelas      | Canal Brasil | Pastora                                               | [ 17 ]                                      |
| 2022      | Mar do Sertão         | TV Globo     | Nivalda Menezes                                       |                                             |
| 2023      | Cangaço Novo          | Prime Video  | Advogada Solange                                      | 2 episódios                                 |
| 2023      | Amor Perfeito         | TV Globo     | Alzira Soriano                                        | Episódio: "12 de setembro"                  |
| 2024      | No Rancho Fundo       | TV Globo     | Nivalda Menezes                                       |                                             |

### Cinema
| Ano  | Título                           | Personagem   | Nota           |
| ---- | -------------------------------- | ------------ | -------------- |
| 2009 | Pegaleve                         | Clown        | Curta-metragem |
| 2016 | Meu Tempo é Quando?              | Mulher       | Curta-metragem |
| 2017 | Malasartes e o Duelo com a Morte | Dona de casa |                |
| 2024 | Filhos do Mangue                 | Vina         |                |

## Teatro
| Ano     | Título                                | Personagem         |
| ------- | ------------------------------------- | ------------------ |
| 1992    | A Bela Adormecida                     | Fada Primavera     |
| 1994–96 | O Príncipe do Barro Branco            | Maria              |
| 1998–01 | Brincadeira de Bolso                  |                    |
| 2002–03 | Dos Prazeres e dos Pedaços            | Maria              |
| 2003–05 | Muito Barulho Por Quase Nada          | Margarete          |
| 2005    | Barra/Shopping                        |                    |
| 2005    | Roda Chico                            |                    |
| 2007–10 | Pobre de Marré                        | Maria              |
| 2010–14 | Sua Incelença, Ricardo III            | Elizabeth          |
| 2011    | A Mulher Revoltada                    | Lucinha            |
| 2013    | Hamlet - Um Relato Dramático Medieval | Ofélia             |
| 2013–17 | O Mundo Inteiro É um Palco            | Vários personagens |
| 2015    | Dois Amores Y Um Bicho                | Karen              |
| 2015    | Trilogia latino-americana: Abrazo     | Clown              |
| 2017–19 | Meu Seridó                            | Vários personagens |

## Prêmios e indicações
| Ano  | Prêmio                             | Categoria                  | Trabalho                           | Resultado |
| ---- | ---------------------------------- | -------------------------- | ---------------------------------- | --------- |
| 2011 | Troféu Cultura                     | Atriz                      | Sua Incelença, Ricardo III         | Venceu    |
| 2012 | Troféu Ademilde Fonseca            | Atriz do ano               | Sua Incelença, Ricardo III         | Venceu    |
| 2012 | Prêmio Extra de Televisão          | Melhor Revelação           | Cheias de Charme                   | Indicado  |
| 2012 | Prêmio Quem de Televisão           | Melhor Revelação           | Cheias de Charme                   | Indicado  |
| 2012 | Melhores do Ano                    | Melhor Atriz Revelação     | Cheias de Charme                   | Venceu    |
| 2013 | Prêmio Contigo! de TV              | Revelação da TV            | Cheias de Charme                   | Venceu    |
| 2014 | Troféu Cultura                     | Melhor Artista Potiguar    | Clowns de Shakespeare              | Indicado  |
| 2015 | Troféu Cultura                     | Melhor Atriz               | Clowns de Shakespeare              | Venceu    |
| 2016 | Troféu Cultura                     | Melhor Atriz               | Clowns de Shakespeare              | Venceu    |
| 2016 | Troféu Cultura                     | Artista do Ano             | Artes                              | Indicado  |
| 2018 | Troféu Mulher de Destaque Potiguar | Homenagem                  |                                    | Venceu    |
| 2018 | Troféu Cultura                     | Melhor Atriz               | Onde Nascem os Fortes / Meu Seridó | Venceu    |
| 2018 | Troféu Cultura                     | Artista do Ano             | Onde Nascem os Fortes / Meu Seridó | Indicada  |
| 2018 | Troféu Cultura                     | Espetáculo de Teatro       | Meu Seridó                         | Venceu    |
| 2022 | Prêmio Cenym de Teatro             | Melhor Qualidade Artística | Meu Seridó                         | Venceu    |
| 2023 | Troféu Cultura                     | Melhor Produtora Cultural  | "Casa de Zoé"                      | Venceu    |